# Nueva Jerusalén, Palenque
Nueva Jerusalén är en ort i Mexiko.   Den ligger i kommunen Palenque och delstaten Chiapas, i den sydöstra delen av landet, 900 km öster om huvudstaden Mexico City. Nueva Jerusalén ligger 355 meter över havet och antalet invånare är 196.
Terrängen runt Nueva Jerusalén är huvudsakligen kuperad, men den allra närmaste omgivningen är platt. Runt Nueva Jerusalén är det glesbefolkat, med 16 invånare per kvadratkilometer. Närmaste större samhälle är La Arena, 3,7 km väster om Nueva Jerusalén. I omgivningarna runt Nueva Jerusalén växer i huvudsak städsegrön lövskog.